# Boltigen
Boltigen ist eine politische Gemeinde im Verwaltungskreis Obersimmental-Saanen des Kantons Bern in der Schweiz.

## Gemeindeorganisation
Die Gemeinde ist in acht selbstständige Bäuerten eingeteilt: Simmenegg, Adlemsried, Schwarzenmatt, Boltigen, Reidenbach, Eschi, Weissenbach und Oberbäuert. Die Bäuerten haben eine eigene Verwaltung und gelten als Urzellen der heutigen Gemeinde. Zur Reinigung des Abwassers wurde die Gemeinde an die ARA Thunersee in der Uetendorfer Allmend angeschlossen.

## Religion
Es existiert eine evangelisch-reformierte Kirchgemeinde. Die ca. 50 Katholiken des Ortes gehören der Pfarrei Gstaad an, deren nächste Kirche St. Franziskus in Zweisimmen ist.

## Ortsname
1228 erste historische Erwähnung als Booltingen. Das Wort besteht aus einem germanischen Personennamen und der Ortsnamenendung -ingos.

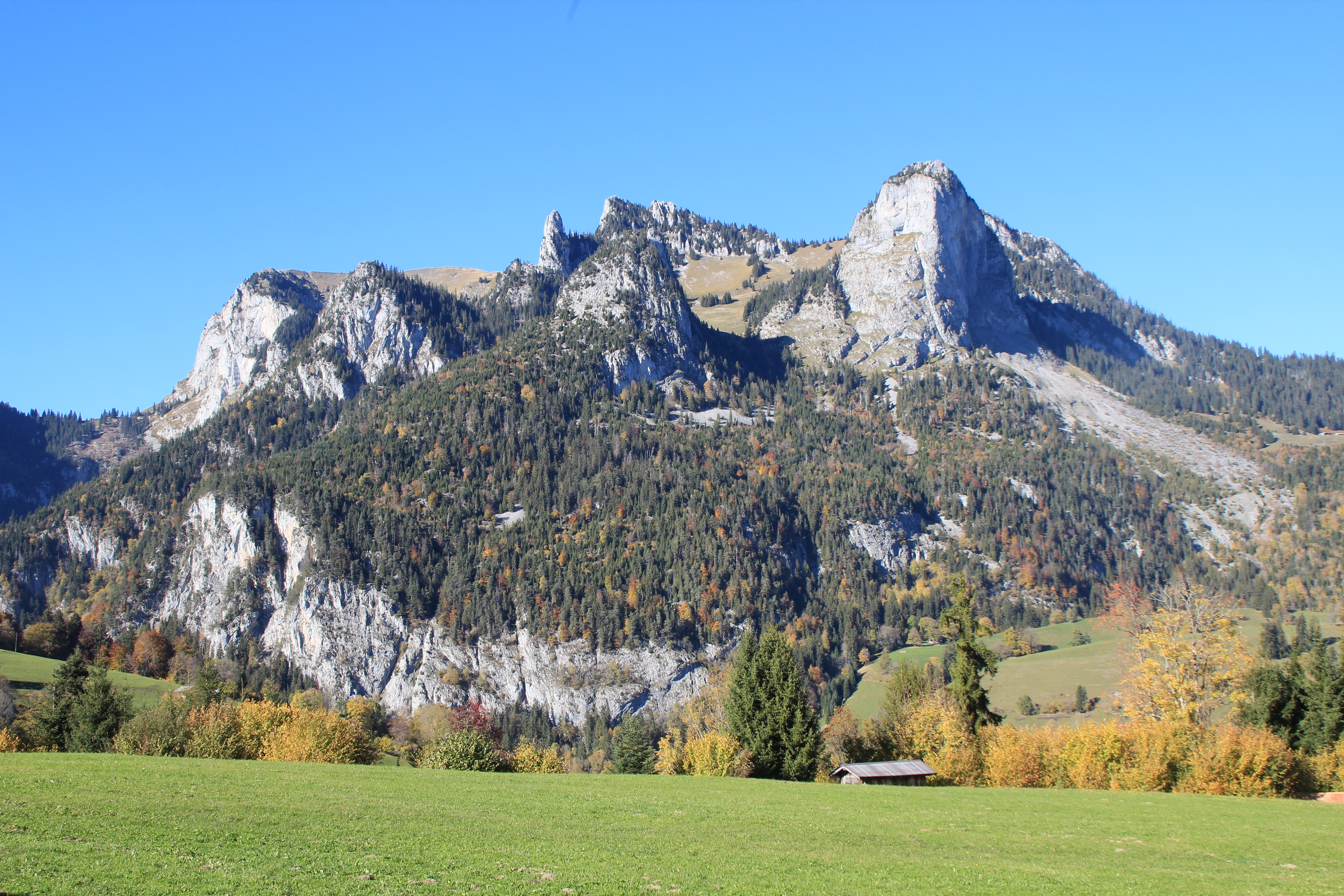
Klushorn (links), Trimlenhorn (Mitte hinten), Chienhorn (Mitte vorne) und Mittagflue (rechts) oberhalb Boltigen

## Geographie
Boltigen liegt im Berner Oberland im Obersimmental unterhalb von Zweisimmen. Der Jaunpass liegt auf dem Gemeindegebiet von Boltigen.
Die Nachbargemeinden von Norden beginnend im Uhrzeigersinn sind Oberwil im Simmental, Diemtigen, Zweisimmen und Saanen im Kanton Bern, sowie Jaun und Plaffeien im Kanton Freiburg.
Nordöstlich von Boltigen liegt die markante Berggruppe mit dem Trimlenhorn (1982 m).

## Bilder

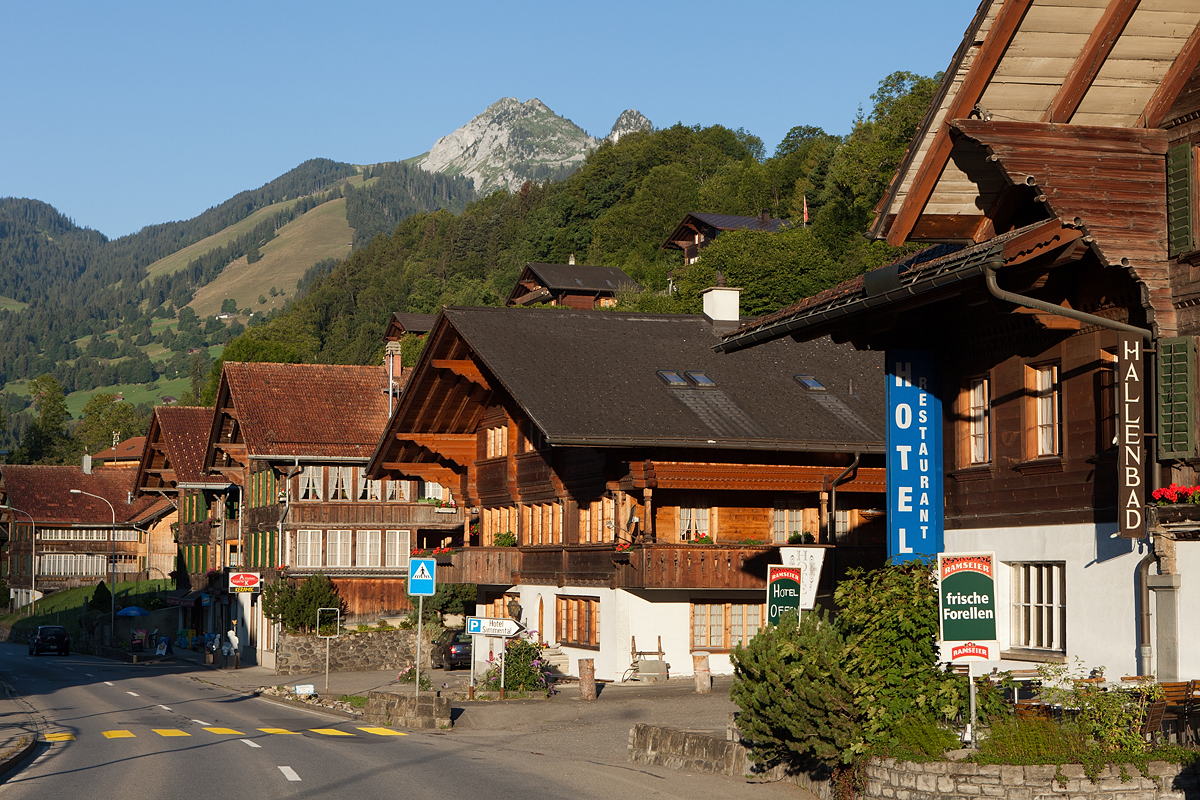
In Boltigen
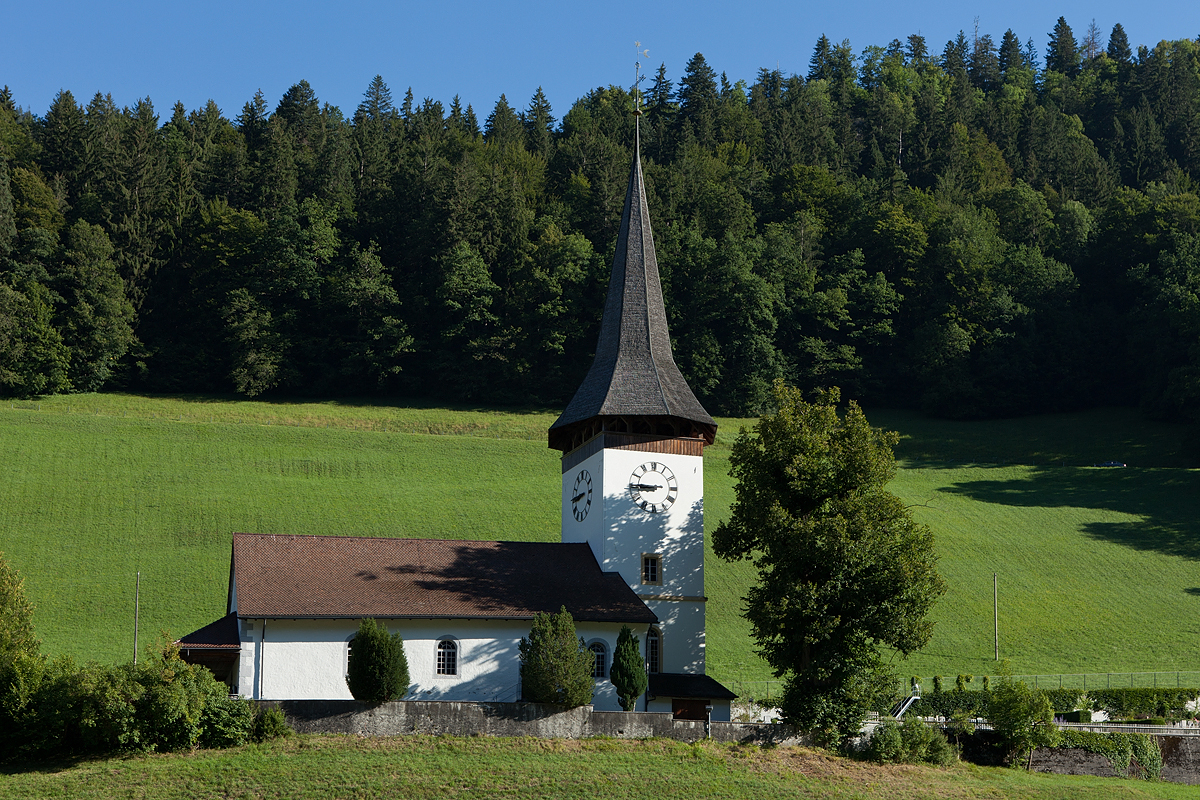
Kirche
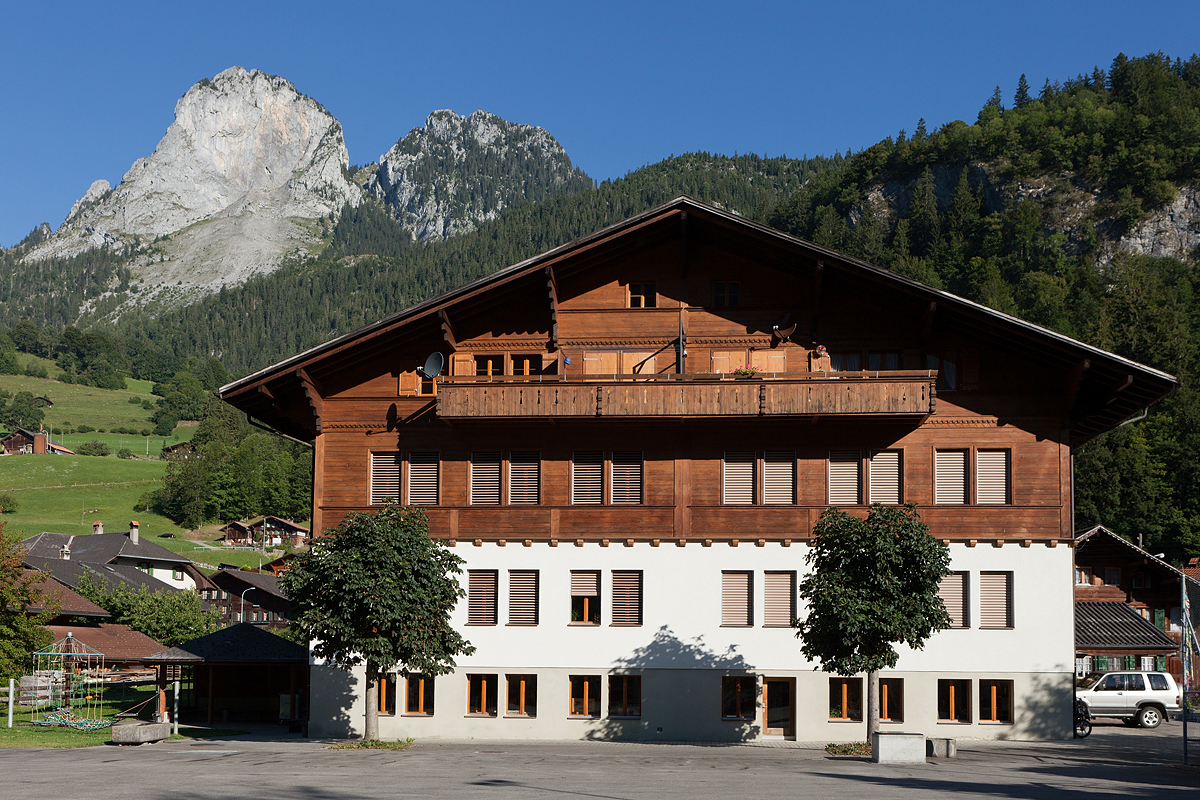
Schulhaus
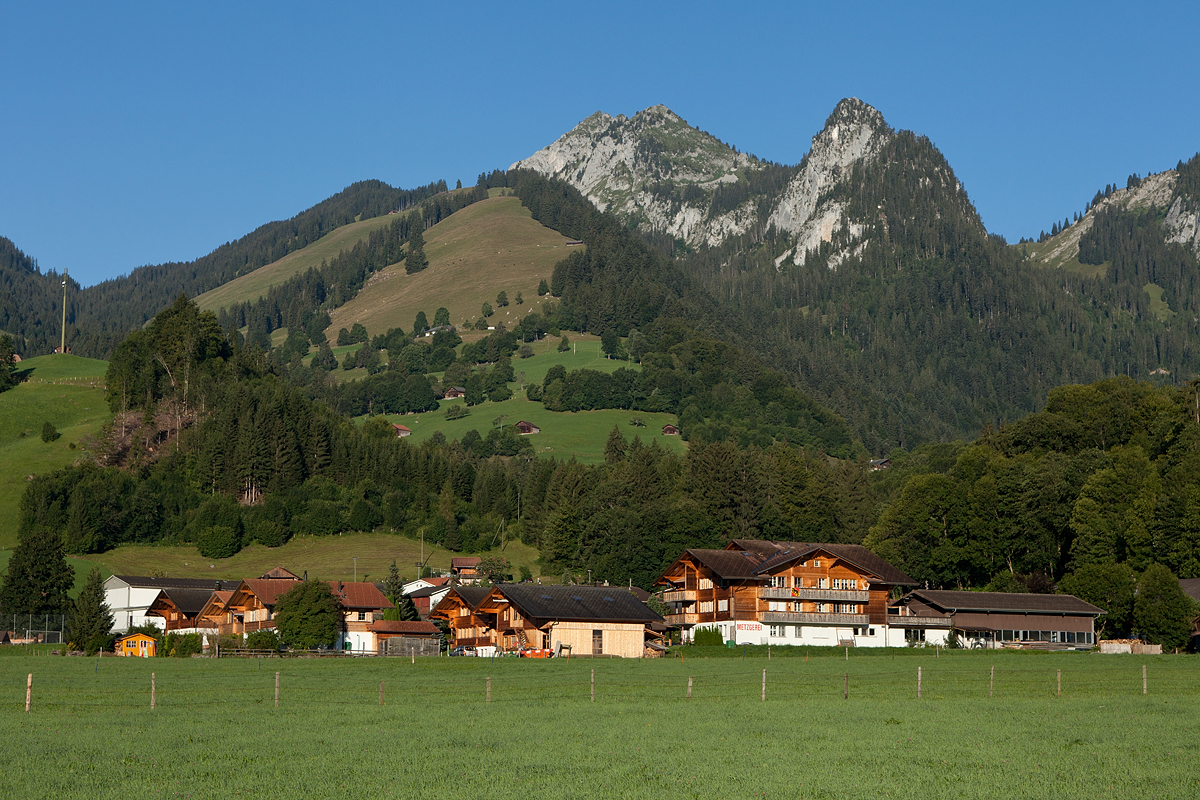
Reidenbach
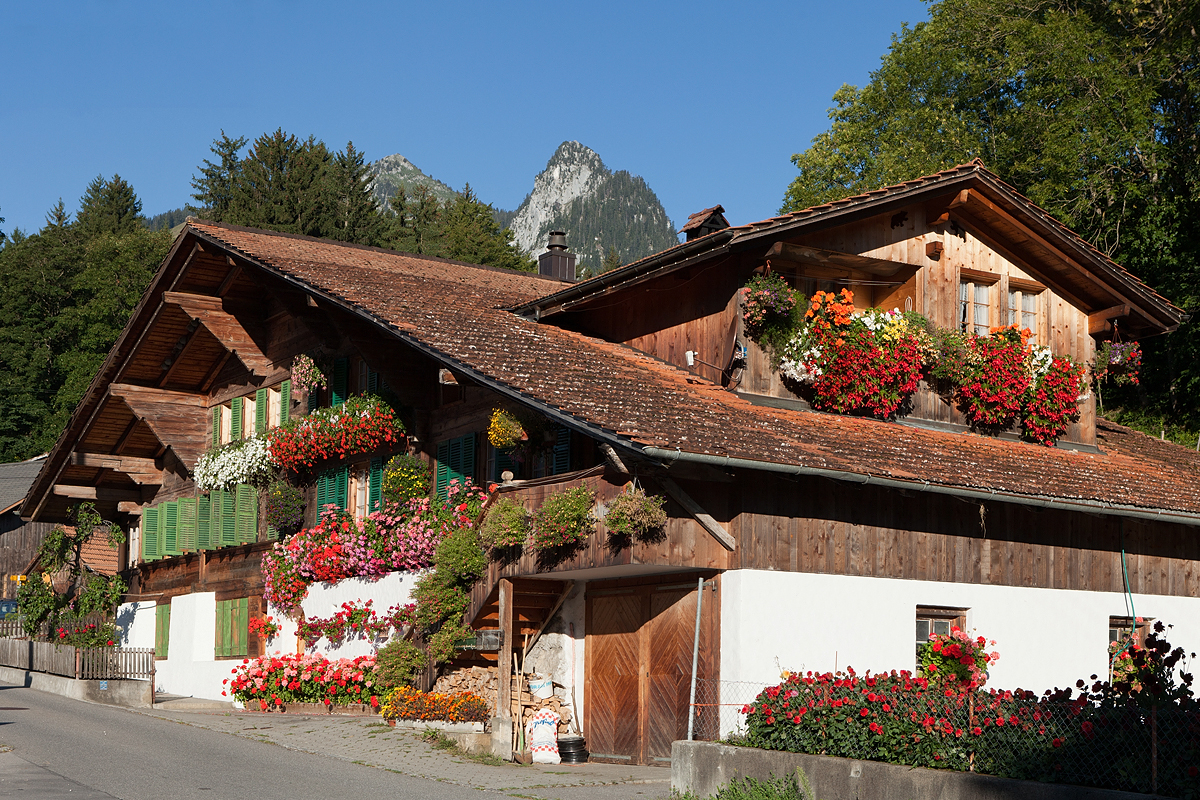
Simmentalerhaus in Reidenbach

## Politik
Gemeinderatspräsidentin ist Anna Bieri, Gemeindepräsident Albert Wampfler (Stand 2024).

## Persönlichkeiten aus oder mit Verbindung zu Boltigen
- Franjo von Allmen (* 2001), Schweizer Skirennläufer
- Karl Haueter (1868–1935), Viehzüchter